# Tantilla bairdi
Tantilla bairdi – gatunek rzadko spotykanego węża z rodziny połozowatych (Colubridae).

## Systematyka
Węże te zalicza się do rodziny połozowatych. Systematyka tego gatunku nie uległa w przeciągu ostatnich lat dużym zmianom. Starsze źródła również umieszczają go w rodzinie Colubridae, choć używana jest tutaj polska nazwa wężowate czy też węże właściwe, zaliczanej do infrapodrzędu Caenophidia, czyli węży wyższych. W obrębie rodziny rodzaj Tantilla wchodzi w skład podrodziny Colubrinae.

## Rozmieszczenie geograficzne
Jest to gatunek endemiczny, spotykany jedynie w Gwatemali. Miejsce typowe znajduje się 2 km na północny wschód od Finca Chichén (około 10 km w linii prostej na południe od Cobán w departamencie Alta Verapaz), na szlaku do Chamelco. Miejsce to znajduje się na wysokości około 1550 m n.p.m.
Siedlisko tego węża to lasy sosnowe nieopodal strumieni oraz lasy galeriowe.

## Zagrożenia i ochrona
Statusu populacji zwierzęcia nie da się określić, gdyż przedstawiciela tego gatunku spotkano tylko raz, w 1940.